# Дизелови мотриси БДЖ серия 81 и 82
Мотрисите са строени от унгарската фабрика „Ganz“ – Budapest за обслужване на пътническото движение по теснолинейката Септември – Добринище. През 1941 г. са доставени три четириосни дизелови мотриси и три еднотипни с мотрисите вагони-ремаркета. Това са първите дизелови мотриси за междурелсие 760 mm в Български държавни железници. Имат 6-цилиндров дизелов двигател с мощност 220 к.с. и механична предавателна система. Имат 6 седящи места втора класа в отделно купе и 35 – трета класа в общо отделение. Вагоните-ремаркета имат две отделения с общо 62 седящи места. Първоначалното им означение е ВСмот серия 05 (05 – 01 до 05 – 03), а вагоните са означени с См и номера от 801 до 803.
След около 10 години е направена още една доставка от същата фабрика на 4 мотриси и 6 вагони-ремаркета. Тези мотриси са с увеличена мощност (8-цилиндров двигател, 320 к.с.), местата втора класа са отново 6, но са намалени местата трета класа (заради увеличената дължина на машинното отделение). Вагоните-ремаркета са еднакви като при първата доставка. Мотрисите са поставени в същата серия и получават номера 05 – 04 до 05 – 07, а ремаркетата 804 – 809. През 1965 г. с въвеждането на новото серийно означение мотрисите са разделени (заради различната мощност) и получават различни серии: серия 81 (81 – 01 до 81 – 03) за мотрисите от първата доставка и серия 82 (82 – 01 до 82 – 04) – за тези от втората. Вагоните-ремаркета като еднакви помежду си получават серия 181 (181 – 01 до 181 – 09). Впоследствие във Вагонен завод – Дряново са построени още два вагона-ремаркета. Те са напълно еднакви с унгарските, но по-тежки поради разлика в теглото на вложените материали. Те получават серия 182 (182 – 01 и 182 – 02).
Мотрисите поемат всички далечни пътнически влакове по жп линиите Септември – Добринище и Варвара – Пазарджик като с това съкращават времепътуването с над 1 час. След 1966 г., когато почти цялата влакова работа се поема от дизеловите локомотиви серия 75, мотрисите серия 82 са прехвърлени към депо Червен бряг, където на свой ред поемат всички пътнически влакове до Оряхово. Серия 81 остава в депо Септември, където обслужва късите разстояния и слабонаселени влакове. След около 30-годишна служба са бракувани и впоследствие унищожени. След около 10-годишна експлоатация в депо Червен бряг и серията 82 е бракувана заедно, като мотрисата 82 – 01 е обявена за музейна и се намира в депо Банско.

## Технически данни на вагоните-ремаркета
| Експлоатационни номера    | 801 – 809 (181 – 01 – 181 – 09) / 810 и 811 (182 – 01 и 182 – 02) |
| ------------------------- | ----------------------------------------------------------------- |
| Дължина с буферите        | 17 000 мм                                                         |
| Междуосие                 | 11 900 мм                                                         |
| Диаметър на колоосите     | 720 мм                                                            |
| Собствена маса            | 13,64 / 15,7 тона                                                 |
| Пътнически отделения      | 1 брой                                                            |
| Места за сядане           | 62 броя                                                           |
| WC-възел                  | 1 брой                                                            |
| Входно-изходни преддверие | 2 броя                                                            |

| Експл. № при доставката | Експл. № (от 1965) | Бележки                       |
| ----------------------- | ------------------ | ----------------------------- |
| 05 – 01                 | 81 – 01            | Бракувана 1973 г.             |
| 05 – 02                 | 81 – 02            | Бракувана 1975 г.             |
| 05 – 03                 | -                  | Опожарена и бракувана 1963 г. |
| 05 – 04                 | 82 – 01            | Бракувана 1977 г. музейна     |
| 05 – 05                 | 82 – 02            | Бракувана 1977 г.             |
| 05 – 06                 | 82 – 03            | Бракувана 1977 г.             |
| 05 – 07                 | 82 – 04            | Бракувана 1977 г.             |